# Anton Obholzer
Anton Manfred Obholzer (* 29. Juni 1968 in Kapstadt, Südafrika) ist ein ehemaliger britischer Ruderer.

## Sportliche Karriere
Anton Obholzer belegte bei den Junioren-Weltmeisterschaften 1986 den siebten Platz im Achter. 1987 trat er im Doppelvierer beim Match des Seniors an, einem Vorläuferwettbewerb der U23-Weltmeisterschaften, und belegte auch hier den siebten Platz.
1988 rückte Anton Obholzer in den britischen Achter auf. Bei den Olympischen Spielen 1988 in Seoul ruderte der britische Achter in der Besetzung Richard Stanhope, Anton Obholzer, Peter Beaumont, Gavin Stewart, Terence Dillon, Salih Hassan, Stephen Turner, Nicholas Burfitt und Steuermann Simon Jefferies. Die Briten belegten im Vorlauf den dritten Platz hinter dem Boot aus der UdSSR und den Kanadiern, gewannen aber ihren Hoffnungslauf. Im Finale siegte der Deutschland-Achter vor dem Boot aus der UdSSR und dem Boot aus den Vereinigten Staaten. Drei Sekunden hinter dem US-Boot belegten die Briten den vierten Platz.
1989 belegte Anton Obholzer beim Match des Seniors den neunten Platz im Einer. Bei den Weltmeisterschaften 1989 in Bled ruderten Tim Foster, Matthew Brittin, Jim Walker, Anton Obholzer, Jonny Singfield, Richard Phelps, Jonathan Searle, Jonathan Hulls, Steuermann Adrian Ellison im britischen Achter. Die Crew gewann die Bronzemedaille hinter den Booten aus der BRD und der DDR. Bei den Weltmeisterschaften 1990 ruderte Obholzer im Vierer mit Steuermann, der den vierten Platz belegte. Bei den Weltmeisterschaften 1991 in Wien gewann der britische Achter die Bronzemedaille hinter den Booten aus Deutschland und Kanada in der Besetzung Martin Cross, Tim Foster, Anton Obholzer, Richard Phelps, Gregory Searle, Jonathan Searle, Jonny Singfield, Richard Stanhope und Steuermann Garry Herbert.
Der 2,00 m große Anton Obholzer ruderte für die University of London. Sein Bruder Rupert startete bei den Olympischen Spielen 1992 im britischen Achter und 1996 im Vierer ohne Steuermann.